# MTV Europe Music Award za nejlepší asijský a pacifický počin
Seznam výherců a nominovaných MTV Europe Music Awards v kategorii Nejlepší asijský a pacifický počin.

## 2010 - 2019
| Rok  | Vítěz    | Nominovaní                                                   |
| ---- | -------- | ------------------------------------------------------------ |
| 2011 | Big Bang | - Agnes Monica - Exile - Gotye - Jane Zhang - Jay Chou - Sia |